# Panharing

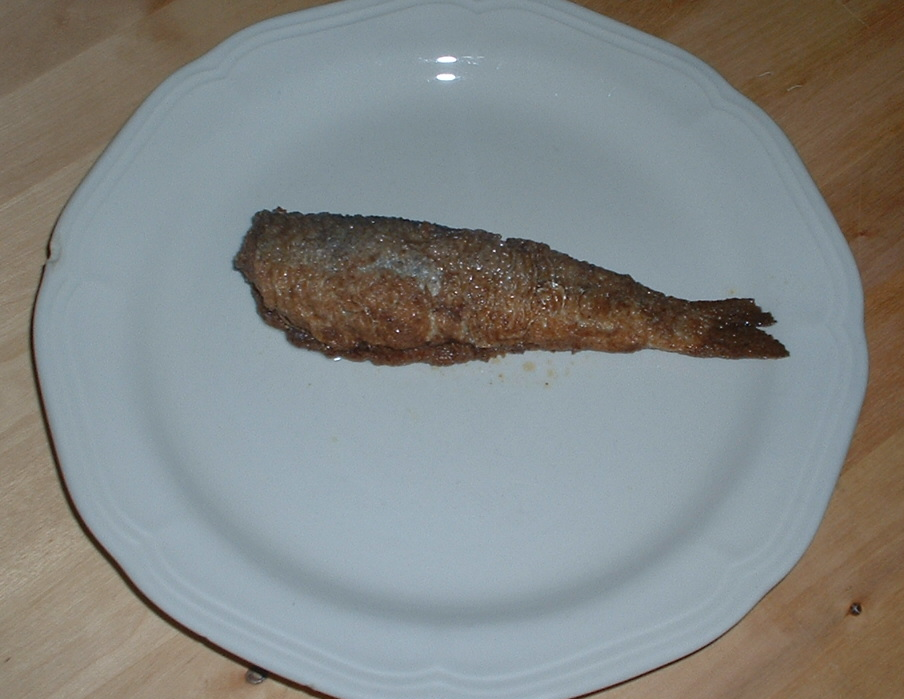
Panharing

Panharing, ook wel bakharing genoemd, is een niet gekaakte of gepekelde haring. Het is een verse, zogenoemde groene haring en dient daarom snel klaargemaakt en gegeten te worden. Deze haring wordt gefileerd en met vel bereid. In het zuur ingelegde panharing wordt 'braadharing' genoemd.
Veel panharing werd in de Zuiderzee gevangen.